# SC Rapid Oberlaa
SC Rapid Oberlaa is een Oostenrijkse voetbalclub uit Oberlaa, een stadsdeel van het Weense district Favoriten.
De club werd in 1911 opgericht in Oberlaa, dat toen nog in de deelstaat Neder-Oostenrijk lag. Na enkele decennia in de lagere klassen had de club zijn succesvolste tijd in de jaren veertig. In 1944 werd de club kampioen van de tweede klasse en promoveerde naar de hoogste klasse. Het eerste seizoen werd niet afgemaakt door de Tweede Wereldoorlog en in het tweede seizoen eindigde de club schaamteloos op de voorlaatste plaats met slechts vier punten, enkel ESV Ostbahn XI deed het nog slechter met twee punten. In het volgende seizoen streed de club samen met 1. Schwechater SC en 1. Simmeringer SC om de titel en won die uiteindelijk waardoor de club meteen terugkeerde naar de hoogste klasse. In het eerste seizoen werd het behoud verzekerd maar het tweede was weer rampzalig en de club eindigde gedeeld laatste samen met SCR Hochstädt, door het betere doelsaldo en uitbreiding van de competitie hoefde de club echter niet te degraderen. Het volgende seizoen werd dan het allerslechtste met slechts twee punten en geen enkele gewonnen wedstrijd. Dit keer was er geen club die het slechter deed en Oberlaa degradeerde. 
Na de laatste degradatie volgde een langzame ondergang van de club die tegenwoordig nog maar in de vijfde klasse speelt.